# Ignacio Placencia y Moreira

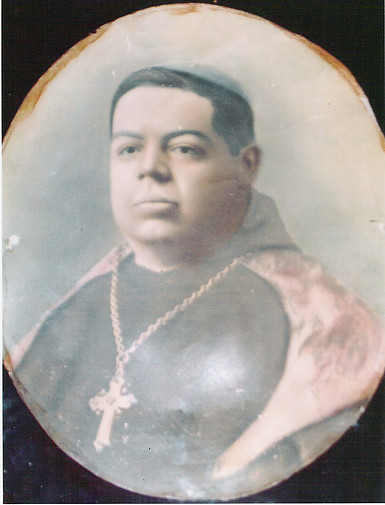
Bischof Ignacio Placencia y Moreira

Ignacio Placencia y Moreira (* 19. Juli 1867 in Zapopan; † 4. Dezember 1951) war ein mexikanischer römisch-katholischer Geistlicher und Bischof von Zacatecas.

## Leben
Ignacio Placencia y Moreira empfing am 30. November 1890 das Sakrament der Priesterweihe für das Erzbistum Guadalajara.
Am 21. September 1907 ernannte ihn Papst Pius X. zum Bischof von Tehuantepec. Der Erzbischof von Guadalajara, José de Jesús Ortíz y Rodríguez, spendete ihm am 16. Februar 1908 die Bischofsweihe; Mitkonsekratoren waren der Bischof von León, José Mora y del Rio, und der Bischof von Tepic, Andrés Segura y Domínguez. Die Amtseinführung erfolgte am 6. März 1908.
Papst Pius XI. bestellte ihn am 27. Oktober 1922 zum Bischof von Zacatecas und verlieh ihm den persönlichen Titel eines Erzbischofs. Am 22. Januar 1923 fand die Amtseinführung statt.